# The Last June
The Last June je česká alternativní rocková hudební skupina založená v roce 2022 v Praze. Tvoří ji zpěvák a kytarista Michal Kovář, baskytarista Dominik Vozobule a bubeník Jan Košina. Jsou ovlivněni současnou britskou rockovou scénou a kapelami jako jsou Muse nebo Nothing But Thieves.

## Historie skupiny

### 2022-2023
Skupina vydala 30. června 2022 svůj první singl s názvem Say Anything, na kterém spolupracovali se zkušeným producentem Amákem Golden. Ve stejný den vyšel i videoklip k singlu, který režírovala japonská režisérka Elena Omura a v hlavní roli se představila tanečnice Nové scény Národního divadla Natálie Paulasová.
Dne 11. listopadu vyšel jejich druhý singl s názvem 2ME, na němž spolupracovali opět s Amákem. Singl podpořili videoklipem, který režíroval frontman skupiny, Michal Kovář, ve spolupráci s Libertas Imagini Films. Ve videoklipu ztvárnili hlavní postavy fotomodelka Anna Vávrová a slovenský tanečník a DJ Jakub Cerulík.
3. února 2023 skupina vydala live session EP Made in Faust, které nahrávali ve studiu Faust Records s producentem Derekem Saxenmeyerem. Na EP spolupracovali s Davidem Holcem a Karolem Komendou, kytaristou Bena Cristovao.
Svůj třetí singl Cold Eyes kapela zveřejnila 21. dubna 2023 i s videoklipem, který natáčel kameraman David Řehoř a zahrála si v něm studentka DAMU Karolína Kubešová. Singl vznikl opět ve studiu Golden Hive, mix a master pak obstaral Ronald Janeček, kytarista John Wolfhooker.
Dne 1. prosince 2023 vydali své debutové EP Into the Depths, které obsahuje kromě již vydaných singlů také tři nové písně (Left Behind, Norma a Into the Depths). Kapela nahrávala převážně ve studiích Golden Hive, kde se jí o zvuk opět postaral producent Amák Golden. Dále spolupracovala s Ronym Janečkem nebo se zpěvačkou Elizabeth Ann Strnka, která se objevuje ve skladbě, po které je EP pojmenované. Téma EP kapela vysvětlila takto: „Najdete tam tři starší singly, které jsou klasicky o lásce. Tři nové jsou temnější, tolik se nesoustředí na téma lásky, ale spíše na samotu, nezájem a ztrátu důvěry v ostatní. Pro lidi jste jen stín ve tmě, můžete se spolehnout jen sami na sebe a jste ponecháni napospas.“

## Členové
- Michal Kovář – zpěv, kytara
- Dominik Vozobule – baskytara
- Jan Košina – bicí, perkuse

## Diskografie

### EP
| Titul           | Podrobnosti o EP |
| --------------- | --- |
| Made in Faust   | - Vydáno: 3. února 2023 - Nahráno: Studio Faust Records - Mix a mastering: Martin Schuster                                                                 |
| Into the Depths | - Vydáno: 1. prosince 2023 - Nahráno: Golden Hive Studios, Studio Faust Records - Mix: Amák Golden, Rony Janeček, Martin Schuster - Mastering: Amák Golden |

### Videoklipy
| Titul           | Podrobnosti o videoklipu                            |
| --------------- | --------------------------------------------------- |
| Say Anything    | - Režie: Elena Omura - Kamera: Berend-Jan Vermeulen |
| 2ME             | - Režie: Michal Kovář - Kamera: David Šiman         |
| Cold Eyes       | - Režie: Michal Kovář - Kamera: David Řehoř         |
| Into the Depths | - Režie a kamera: David Řehoř                       |